# Fußball-Amateurliga Schleswig-Holstein 1967/68
Die Amateurliga Schleswig-Holstein wurde zur Saison 1967/68 das 21. Mal ausgetragen und bildete bis zur Saison 1973/74 den Unterbau der zweitklassigen Regionalliga Nord. Die beiden erstplatzierten Mannschaften durften an der Aufstiegsrunde zur zweitklassigen Regionalliga Nord teilnehmen, die Mannschaften auf den drei letzten Plätzen mussten in die neu gegründete Verbandsliga absteigen.

## Vereine
Im Vergleich zur Saison 1966/67 veränderte sich die Zusammensetzung der Liga folgendermaßen: Der LBV Phönix war in die Regionalliga Nord auf-, während keine Mannschaft aus Schleswig-Holstein aus der Regionalliga Nord abgestiegen war. Die beiden Absteiger SC Comet Kiel und Borussia Kiel hatten die Amateurliga verlassen und wurden durch die drei Aufsteiger FC Holstein Segeberg (Rückkehr nach einem Jahr), Itzehoer SV Amateure (erstmals in der Amateurliga) und TSV Kücknitz (Rückkehr nach neun Jahren) ersetzt.
| Verein                 | Stadt        | Kreis              | Qualifikation                         |
| ---------------------- | ------------ | ------------------ | ------------------------------------- |
| VfL Oldesloe           | Bad Oldesloe | Stormarn           | 2. Platz 1966/67                      |
| Holstein Kiel Amateure | Kiel         |                    | 3. Platz 1966/67                      |
| SV Friedrichsort       | Kiel         |                    | 4. Platz 1966/67                      |
| VfB Kiel               | Kiel         |                    | 5. Platz 1966/67                      |
| Schleswig 06           | Schleswig    | Schleswig          | 6. Platz 1966/67                      |
| VfR Neumünster         | Neumünster   |                    | 7. Platz 1966/67                      |
| Heider SV              | Heide        | Norderdithmarschen | 8. Platz 1966/67                      |
| TSV Schlutup           | Lübeck       |                    | 9. Platz 1966/67                      |
| TSV Lägerdorf          | Lägerdorf    | Steinburg          | 10. Platz 1966/67                     |
| MTV Heide              | Heide        | Norderdithmarschen | 11. Platz 1966/67                     |
| Büdelsdorfer TSV       | Büdelsdorf   | Rendsburg          | 12. Platz 1966/67                     |
| Flensburg 08           | Flensburg    |                    | 13. Platz 1966/67                     |
| Polizei SV Kiel        | Kiel         |                    | 14. Platz 1966/67                     |
| FC Holstein Segeberg   | Bad Segeberg | Segeberg           | Sieger der Aufstiegsspiele, Staffel A |
| Itzehoer SV Amateure   | Itzehoe      | Steinburg          | Sieger der Aufstiegsspiele, Staffel B |
| TSV Kücknitz           | Lübeck       |                    | Sieger der Aufstiegsspiele, Staffel C |

## Saisonverlauf
Die Meisterschaft und damit die Teilnahme an der Aufstiegsrunde sicherte sich der SV Friedrichsort. Als Zweitplatzierter durfte der Heider SV ebenfalls teilnehmen. Heide erreichte den Aufstieg in die Regionalliga Nord. Da keine Mannschaft aus der Regionalliga Nord abstieg, gab es nur zwei Absteiger aus der Amateurliga. Da die letzten drei Mannschaften punktgleich waren, wurden Entscheidungsspiele anberaumt. Hier setzte sich zunächst Polizei SV Kiel gegen TSV Kücknitz durch, ehe Polizei SV Kiel dem MTV Heide unterlag. Heide sicherte sich dadurch den Klassenverbleib. Polizei SV Kiel musste nach zwei Spielzeiten den Gang in die neu gegründete Verbandsliga antreten, TSV Kücknitz nach einem Jahr.
VfB Kiel qualifizierte sich als Dritter für die deutsche Amateurmeisterschaft 1968. Dort setzte er sich zunächst gegen Sportfreunde 05 Saarbrücken durch und schied im Viertelfinale gegen die Hammer SpVg aus.

### Tabelle
| Pl. | Verein                   | Sp. | S  | U  | N  | Tore    | Diff. | Punkte |
| --- | ------------------------ | --- | -- | -- | -- | ------- | ----- | ------ |
| 1.  | SV Friedrichsort         | 30  | 18 | 6  | 6  | 060:280 | +32   | 42:18  |
| 2.  | Heider SV                | 30  | 18 | 5  | 7  | 060:300 | +30   | 41:19  |
| 3.  | VfB Kiel                 | 30  | 17 | 6  | 7  | 061:350 | +26   | 40:20  |
| 4.  | Schleswig 06             | 30  | 15 | 7  | 8  | 051:380 | +13   | 37:23  |
| 5.  | FC Holstein Segeberg (N) | 30  | 15 | 5  | 10 | 048:410 | +7    | 35:25  |
| 6.  | TSV Schlutup             | 30  | 12 | 10 | 8  | 047:440 | +3    | 34:26  |
| 7.  | VfR Neumünster           | 30  | 11 | 10 | 9  | 056:430 | +13   | 32:28  |
| 8.  | VfL Oldesloe             | 30  | 12 | 8  | 10 | 033:350 | −2    | 32:28  |
| 9.  | Holstein Kiel Amateure   | 30  | 11 | 8  | 11 | 058:590 | −1    | 30:30  |
| 10. | Flensburg 08             | 30  | 11 | 4  | 15 | 048:580 | −10   | 26:34  |
| 11. | TSV Lägerdorf            | 30  | 8  | 9  | 13 | 038:490 | −11   | 25:35  |
| 12. | Büdelsdorfer TSV         | 30  | 10 | 3  | 17 | 042:540 | −12   | 23:37  |
| 13. | Itzehoer SV Amateure (N) | 30  | 8  | 7  | 15 | 032:490 | −17   | 23:37  |
| 14. | MTV Heide                | 30  | 7  | 6  | 17 | 042:680 | −26   | 20:40  |
| 15. | Polizei SV Kiel          | 30  | 6  | 8  | 16 | 028:400 | −12   | 20:40  |
| 16. | TSV Kücknitz (N)         | 30  | 6  | 8  | 16 | 036:690 | −33   | 20:40  |

| (M) | Meister der Amateurliga Schleswig-Holstein 1966/67       |
| (A) | Absteiger aus der Regionalliga Nord 1966/67              |
| (N) | Aufsteiger in die Amateurliga Schleswig-Holstein 1967/68 |

## Aufstiegsrunde zur Landesliga Schleswig-Holstein 1968/69
An der Aufstiegsrunde nahmen die Meister und Zweitplatzierten der sechs Staffeln der 2. Amateurliga teil. Sie spielten in drei Staffeln. Der Sieger jeder Staffel stieg in die Landesliga auf. Bei Punktgleichheit wurde ein Entscheidungsspiel angesetzt.

### Staffel A
| Pl. | Verein              | Sp. | S | U | N | Tore    | Punkte |
| --- | ------------------- | --- | - | - | - | ------- | ------ |
| 1.  | BSC Brunsbüttelkoog | 6   | 3 | 1 | 2 | 013:600 | 07:50  |
| 2.  | SV Tungendorf       | 6   | 3 | 1 | 2 | 010:120 | 07:50  |
| 3.  | FC Union Neumünster | 6   | 2 | 3 | 1 | 009:900 | 07:50  |
| 4.  | VfL Bad Schwartau   | 6   | 1 | 1 | 4 | 006:110 | 03:90  |

In den erforderlichen Entscheidungsspielen setzte sich BSC Brunsbüttelkoog durch und stieg ein Jahr nach seiner Gründung in die Landesliga auf.

### Staffel B
| Pl. | Verein              | Sp. | S | U | N | Tore    | Punkte |
| --- | ------------------- | --- | - | - | - | ------- | ------ |
| 1.  | Eichholzer SV       | 6   | 6 | 0 | 0 | 016:400 | 12:0   |
| 2.  | Merkur Hademarschen | 6   | 2 | 2 | 2 | 008:900 | 06:60  |
| 3.  | FC Kilia Kiel       | 6   | 1 | 1 | 4 | 007:110 | 03:90  |
| 4.  | Bredstedter TSV     | 6   | 1 | 1 | 4 | 011:180 | 03:90  |

Der Eichholzer SV stieg erstmals in die höchste Spielklasse Schleswig-Holsteins auf.

### Staffel C
| Pl. | Verein              | Sp. | S | U | N | Tore    | Punkte |
| --- | ------------------- | --- | - | - | - | ------- | ------ |
| 1.  | Rendsburger TSV     | 6   | 4 | 1 | 1 | 015:800 | 09:30  |
| 2.  | VfB Lübeck Amateure | 6   | 3 | 2 | 1 | 011:600 | 08:40  |
| 3.  | TSV Rantrum         | 6   | 2 | 0 | 4 | 007:130 | 04:80  |
| 4.  | Möllner SV          | 6   | 1 | 1 | 4 | 009:150 | 03:90  |

Der Rendsburger TSV schaffte erstmals den Sprung in die Landesliga.